# Rezolucja Rady Bezpieczeństwa ONZ nr 490
Rezolucja Rady Bezpieczeństwa ONZ nr 490 została przyjęta jednogłośnie 21 lipca 1981 r. po uprzednim zapoznaniu się z raportem sekretarza generalnego ONZ.
Rada żądała od Izraela zaprzestania ataków na Liban i respektowania jego integralności terytorialnej.
W dalszej części zwrócono się do Sekretarza Generalnego o monitorowanie sytuacji w regionie, a następnie o złożenie sprawozdania Radzie Bezpieczeństwa w ciągu 48 godzin..